# Patibolo

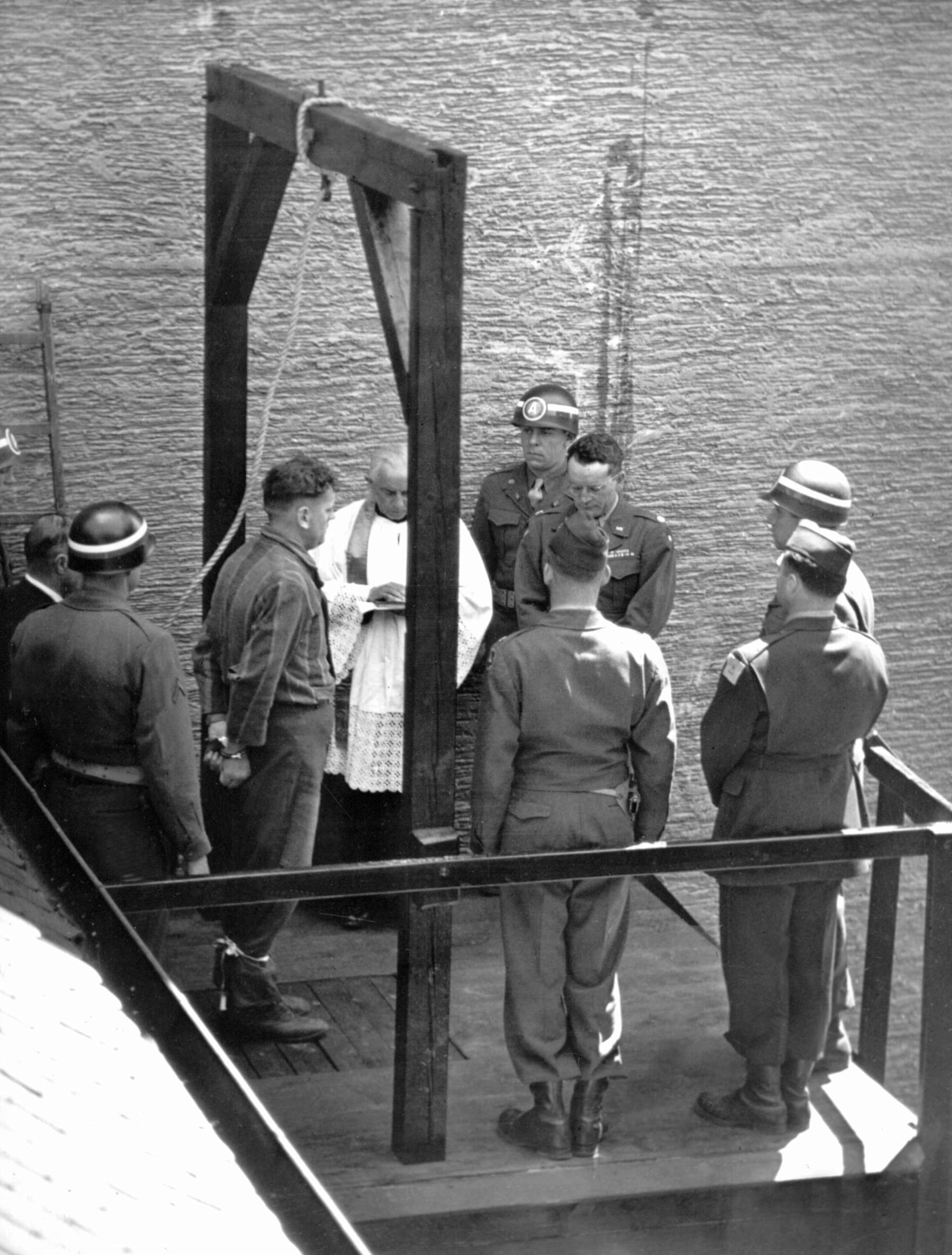
Esecuzione di un criminale di guerra

Il patibolo è una struttura tipicamente in legno utilizzata per la forma di pena di morte dell'impiccagione. Era utilizzato come forma di tortura nella modalità di pena capitale chiamata impiccagione, sventramento e squartamento. Il patibolo ha preso forma con l'uso della furca romana, quando l'imperatore Costantino abolì la crocifissione.

## Etimologia
Il termine deriva dal latino patēre, che vuol dire "essere manifesto" ed è ricollegato a pati, "soffrire"; difatti il patibolo veniva esposto al pubblico dopo l'esecuzione del condannato.

## Forme
La forma più semplice di patibolo consiste in una "L" rovesciata con un unico montante e una trave orizzontale a cui la corda e quindi il cappio è legata. Questa forma è stilizzata nel gioco de L'impiccato.
In un'altra forma la trave può essere supportata ad entrambe le estremità. I patiboli Tyburn erano di forma triangolare, con tre montanti e tre traverse e potevano permettere l'esecuzione di 24 persone in maniera simultanea.
Patiboli improvvisati, nel corso della storia, sono stati i pali dell'illuminazione pubblica, usati soprattutto per il linciaggio, gli alberi e le porte da calcio, usate in Afghanistan dai talebani.

## Tipi

Forca per maiali (anni 1940)

I patiboli possono essere permanenti, temporanei o portatili. Il primo tipo fungeva anche da triste simbolo di alta giustizia e di potere e veniva collocato su una collina prominente fuori le mura delle città o vicino al castello o alla sede della giustizia.